# 八戸自転車競技場
八戸自転車競技場（はちのへ じてんしゃきょうぎじょう）は、青森県八戸市湊高台に所在する自転車競技場である。市街地や太平洋を一望できる高台に位置する八戸市東運動公園内にある。施設の所有者は青森県であるが、管理は指定管理者であるエスプロモ株式会社および地元の青森県自転車競技連盟が行っている。

## 概要
1976年（昭和51年）に開場した屋外自転車競技場である。八戸市は古くから自転車競技が盛んであり、オリンピック選手を複数輩出していることから、競技レベルの向上と選手の育成を目的として関係者の強い要望により建設された経緯がある。
走路（バンク）は1周333.3mのアスファルト舗装で、主にアマチュア選手の競技大会や練習拠点として利用されている。また、多くの競輪選手が練習拠点としても活用している。青森県高等学校総合体育大会（高校総体）自転車競技のトラック種目や、新人戦などの主要な大会会場となっている。

## 施設・バンクデータ
- 敷地面積: 14,000 m²
- 周長: 333.3m（333 1/3m）
- 走路: アスファルト舗装（保護シーリング仕上げ）
- カント（傾斜）: 36度

## 歴史
八戸地域は、1952年のヘルシンキオリンピックに出場した富岡喜平をはじめ、多くの名選手を輩出してきた「自転車の街」として知られている。このような背景から、さらなる競技力向上を目指す練習場を望む声が高まり、1976年に東運動公園内に本競技場が完成した。
完成以来、数々の大会が開催され、青森県における自転車競技の中心的な役割を担ってきた。特に高校生の競技拠点として重要であり、多くの選手がこのバンクから全国、そして世界へと羽ばたいている。

## 主な利用者
主に地元の高校自転車競技部の練習や大会で使用されている。また、プロの競輪選手も練習拠点として利用しており、特に坂本勉（ロサンゼルス五輪銅メダリスト、元競輪選手、元日本代表コーチ）は、現役時代から現在に至るまで、後進の指導も含めて本競技場を頻繁に利用している。

## アクセス

### 公共交通機関
- 八戸市営バス
  - 中心街ターミナル2番（八日町）のりばより「旭ヶ丘営業所行」「工業大学行」等に乗車し、「旭ヶ丘営業所」バス停下車、徒歩約5分。
  - 東運動公園経由のバスの場合、「東運動公園」バス停下車、徒歩約1分。
- JR東日本八戸駅からの場合
  - 八戸駅前1番のりばより市営バス「旭ヶ丘営業所行」に乗車し、「旭ヶ丘営業所」バス停下車、徒歩約5分。

### 自動車
- 八戸自動車道・八戸ICより約45分。
- 八戸久慈自動車道・八戸南ICより約10分。
- 駐車場：東運動公園内に複数あり（東体育館付近：40台、東野球場付近：12台、テニスコート横大駐車場：普通車265台・大型車8台）。